# Kedarnatha
Kedarnatha är ett släkte i familjen flockblommiga växter. Släktet beskrevs av Prasanta Kumar Mukherjee och Lincoln Constance 1986.

## Arter
Släktet omfattar sex arter som förekommer i Himalaya och Myanmar:
- Kedarnatha garhwalica (H.Wolff) Pimenov & Kljuykov
- Kedarnatha hameliana (Farille & S.B.Malla) Pimenov & Kljuykov
- Kedarnatha meifolia Pimenov & Kljuykov
- Kedarnatha oreomyrrhiformis (Farille & S.B.Malla) Pimenov & Kljuykov
- Kedarnatha sanctuarii P.K.Mukh. & Constance
- Kedarnatha vaginata Pimenov & Kljuykov